# Rundeck
 (janvier 2018).
 (février 2020).
Rundeck est un logiciel libre permettant l'automatisation d'administration de serveurs (GNU/Linux, Mac OS X et Windows) via la création de jobs ou tâches. 
Rundeck est écrit à l'aide du langage de programmation Java et est diffusé sous licence Apache Software 2.0.
Il existe une version professionnelle de Rundeck qui permet entre autres de personnaliser l'affichage des historiques et de consulter des tableaux de bords schématisant l'activité de Rundeck.

## Le projet Rundeck
Le code source de Rundeck est hébergé sur la plateforme GitHub permettant à tous les utilisateurs de pouvoir contribuer au projet. Le projet a démarré en 2011 pour répondre au besoin de pouvoir administrer tous les serveurs d'un parc informatique depuis un seul serveur d'administration central. Rundeck se présente sous la forme d'une interface Web depuis laquelle il est possible d'enregistrer tous les serveurs du parc, en renseignant leur adresse IP et les identifiants de connexion à distance (par exemple en SSH pour un serveur Unix).

## Fonctionnalités
L'interface de Rundeck permet de créer des jobs ou tâches applicatives, qui peuvent s'exécuter de façon périodique ou manuelle, sur un ou plusieurs serveurs du parc (dont le serveur d'administration hébergeant Rundeck). 
Elle permet également d'exécuter une simple commande sur plusieurs serveurs. L'exécution des jobs ou des commandes peut s'effectuer en parallèle sur plusieurs serveurs (grâce aux threads Java) afin de gagner en temps d'exécution. 
Un onglet recensant toute l'activité de Rundeck permet à l'administrateur système du parc de pouvoir consulter tout l'historique des tâches exécutées par l'outil.